# اچ‌ام‌اس اگمونت (۱۷۶۸)
اچ‌ام‌اس اگمونت (۱۷۶۸) (به انگلیسی: HMS Egmont (1768)) یک کشتی بود که طول آن ۱۶۸ فوت ۶ اینچ (۵۱٫۳۶ متر) بود. این کشتی در سال ۱۷۶۸ ساخته شد.